# John Williams (boogschutter)

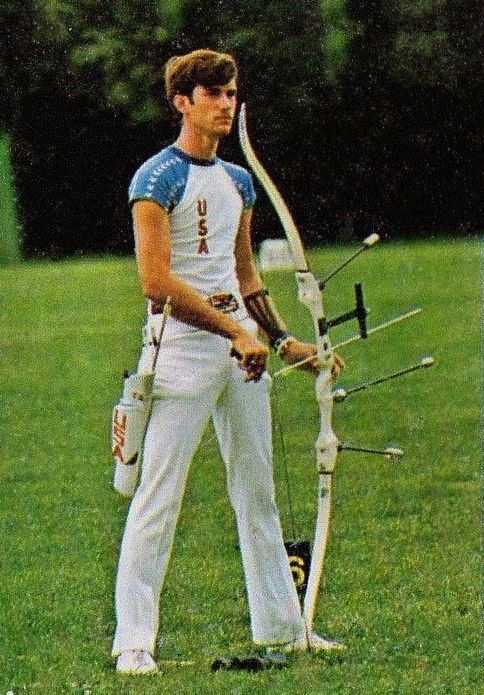
John Williams

John Chester Williams (Cranesville, Pennsylvania, 12 september 1953) is een Amerikaans boogschutter.
Williams kreeg het boogschieten van huis uit mee. Zijn ouders schoten allebei en zijn moeder was kampioen van de staat Pennsylvania. Williams werd in 1971 als 18-jarige wereldkampioen boogschieten. In het jaar daarop was boogschieten voor het eerst sinds 1920 weer een onderdeel van de Olympische Spelen. Williams behaalde in München de gouden medaille met een totaal van 2528 punten. De tweede plaats was voor de Zweed Gunnar Jervill die op 2481 punten bleef staan.
In Williams' geboorteplaats werd een straat naar hem vernoemd, de John Williams Avenue. Hij schreef in 1976 het boek Archery for Beginners. Williams is nog actief in de boogsport als trainer. In 1997 werd hij door de National Archery Association (NAA) uitgeroepen tot Coach of the Year. 